# Pratola Peligna
Pratola Peligna är en ort och kommun i provinsen L'Aquila i regionen Abruzzo i Italien. Kommunen hade 7 469 invånare (2018).